# Montserrataanse voetbalbond
De Montserrat Football Association of Montserrataanse voetbalbond (MFA) is een voetbalbond van Montserrat. De voetbalbond werd opgericht in 1994 en is sinds 1996 lid van de CONCACAF. In 1996 werd de bond lid van de FIFA.
De voetbalbond is ook verantwoordelijk voor het Montserrataans voetbalelftal en de nationale voetbalcompetitie voor mannen, het Montserrat Championship.

## President
De huidige president (december 2018) is Vincent Cassell.